# 스펜서 로크
스펜서 로크(Spencer Locke, 1991년 10월 10일 ~ )는 미국의 배우이다.

## 출연 작품
- 더 파이널 위시 (2018)
- 인시디어스4: 라스트 키 (2017)
- 랜드마인 고즈 클릭 (2015)
- 올 아메리칸 크리스마스 캐롤 (2013)
- 타잔 3D (2013)
- Anatomy of the Tide (2013)
- 레지던트 이블 5 : 최후의 심판 3D (2012)
- 디텐션 (2011)
- 레지던트 이블 4: 끝나지 않은 전쟁 3D (2010)
- 레지던트 이블 3 - 인류의 멸망 (2007)
- 몬스터 하우스 (2006)
- 필 오브 더 퓨쳐 (2004)
- 스팽글리쉬 (2004)

### 텔레비전
- 빅 타임 러쉬 시즌1 (2009)
- 쿠거 타운 1 (2009)